# Romy (Film)
Romy ist ein deutscher Fernsehfilm aus dem Jahr 2009. Die Filmbiografie behandelt Stationen im Leben der Schauspielerin Romy Schneider, die von Jessica Schwarz dargestellt wird.

## Handlung
Im Mai 1981 bricht Romy Schneider in einem Taxi zusammen. In einer Not-OP wird ihr eine Niere wegen eines Tumors entfernt.
In Rückblenden werden nun zunächst Ausschnitte aus ihrer Kindheit bei den Großeltern auf dem Landgut Mariengrund und als junges Mädchen auf dem Internat Goldenstein gezeigt. 1953 bekommt sie eine Rolle an der Seite ihrer Mutter Magda Schneider in dem Film Wenn der weiße Flieder wieder blüht; dies macht sie schlagartig bekannt. Gleichzeitig hat ihre Mutter zum zweiten Mal geheiratet, und zwar den Großgastronomen Hans Herbert Blatzheim, der fortan als ihr Manager auftritt.
1955 kommt Romys endgültiger Durchbruch mit Sissi. Es folgen noch zwei weitere Filme über die österreichische Kaiserin, doch als ihr Stiefvater, zu dem sich das Verhältnis mehr und mehr verschlechtert hat, und ihre Mutter auch noch einen vierten Sissi-Film von ihr fordern, lehnt sie konsequent ab.
Stattdessen dreht sie 1958 in Frankreich einen Film namens Christine, verliebt sich dabei in ihren Kollegen Alain Delon und zieht zu ihm nach Paris. Er macht sie mit Luchino Visconti bekannt, der ihr eine Rolle in einem seiner Theaterstücke gibt. 1964 trennt sich Delon von ihr; aus Verzweiflung unternimmt sie einen Selbstmordversuch, kann aber gerettet werden.
Sie lernt den deutschen Schauspieler Harry Meyen kennen, der sich für sie von seiner Frau scheiden lässt, und heiratet ihn am 15. Juli 1966. Am 3. Dezember desselben Jahres kommt ihr gemeinsamer Sohn David Christopher auf die Welt. Misserfolge machen Meyen allerdings zu einem verbitterten Menschen, der sich immer mehr dem Konsum von Alkohol und Tabletten hingibt. 1968 dreht sie wieder mit Delon, der Film Der Swimmingpool wird ein voller Erfolg. 1973 haben sie und Meyen sich endgültig auseinandergelebt, sie zieht mit dem gemeinsamen Sohn nach Paris. 1975 folgt die Scheidung.
In Frankreich ist sie ein gefeierter Star und erhält 1976 den französischen Filmpreis César. 1975 heiratet sie ihren elf Jahre jüngeren Sekretär Daniel Biasini und bekommt von ihm am 21. Juli 1977 die Tochter Sarah Magdalena. Ihr Ex-Mann Meyen begeht 1979 in seinem Haus in Hamburg Selbstmord. 1981 erfolgt die Scheidung von Biasini.
Romy muss sich der Nierenoperation unterziehen. Am Tag ihrer Entlassung holt sie ihr inzwischen 14-jähriger Sohn David aus dem Krankenhaus ab; sie plant mit ihm gemeinsam in ihrem neuen Film Die Spaziergängerin von Sans-Souci zu spielen. Doch nur wenige Tage nach ihrer Entlassung aus dem Krankenhaus verunglückt David tödlich bei dem Versuch über den Zaun auf das Grundstück der Eltern seines ehemaligen Stiefvaters Daniel zu gelangen.
Trotz dieses schweren Schicksalsschlags dreht sie wie geplant den Film Die Spaziergängerin von Sans-Souci. Doch kurz nach Abschluss der Dreharbeiten und wenige Wochen vor der Premiere des Filmes stirbt Romy Schneider in ihrer Pariser Wohnung.

## Hintergrund
Zunächst war Yvonne Catterfeld für die Darstellung der Titelrolle vorgesehen. Das Engagement kam jedoch nicht zustande.
Die Erstausstrahlung des mit etwa fünf Millionen Euro Produktionskosten überdurchschnittlich teuren Fernsehfilms war am 11. November 2009 im Ersten. 5,25 Millionen Zuschauer sahen den Film, was einem Marktanteil von 16,7 Prozent entsprach. Zur Medienkampagne, die der Sendung vorausgegangen war, gehörten Plakatwerbung und eine Kino-Premierengala im Berliner Delphi Filmpalast am 27. Oktober 2009. Im Film sind unter anderem die Songs The Windmills of Your Mind, gesungen von Dusty Springfield, und The Party‘s Over in der Version von Nat King Cole zu hören.

## Kritik
„Nach gängigen Mustern solide, aber überraschungsarm entwickeltes (Fernseh-)Drama um einen Star auf der Suche nach Glück, Geborgenheit und Liebe. Gut gespielt, üppig ausgestattet, aber eher an den Äußerlichkeiten interessiert.“

## Auszeichnungen

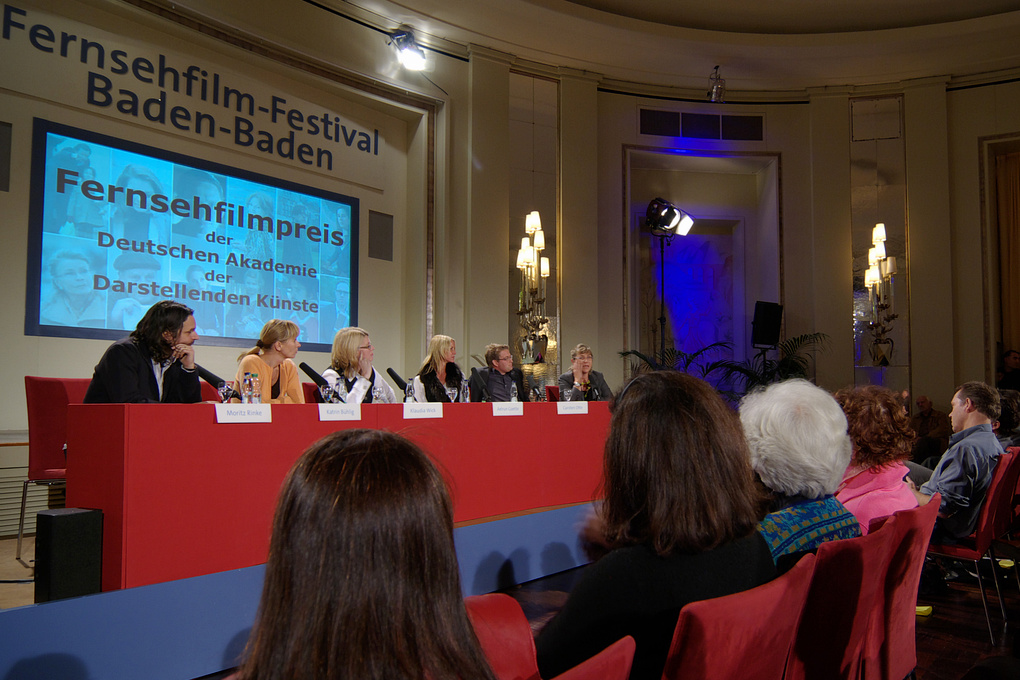
Regisseur Torsten C. Fischer (rechts im Publikum) verteidigt seinen Film Romy vor der Jury des Fernsehfilm-Festivals Baden-Baden 2009

- 2009: Nominierung für die Wettbewerbe des Fernsehfilm-Festivals Baden-Baden
- 2009: Bambi Beste Schauspielerin national an Jessica Schwarz
- 2010: Jessica Schwarz  war nominiert für den Deutschen Fernsehpreis als Beste Schauspielerin
- 2010: Hessischer Fernsehpreis Beste Darstellerin an Jessica Schwarz
- 2010: Nominierung für die Goldene Kamera als Bester deutscher Fernsehfilm
- 2010: Magnolia Award für die beste Regie beim Internationalen Fernsehfilmfestival Shanghai an Torsten C. Fischer[6]